# Serin ouest-africain
Crithagra canicapilla
Espèce
Synonymes
- Serinus canicapillus

Le Serin ouest-africain (Crithagra canicapilla) est une espèce d'oiseaux appartenant à la famille des Fringillidae.

## Répartition
On trouve cette espèce au centre et au centre-ouest de l'Afrique.

## Sous-espèces
D'après la classification de référence (version 5.1, 2015) du Congrès ornithologique international, cette espèce est constituée des sous-espèces suivantes :
- C. g. canicapilla (Du Bus de Gisignies, 1855) ;
- C. g. elgonensis (Ogilvie-Grant, 1912) ;
- C. g. montanorum (Bannerman, 1923) ;